# Eighth United States Army

Struttura dell'armata.

La 8ª Armata degli Stati Uniti (Eighth United States Army, spesso abbreviato non ufficialmente in EUSA) è una grande unità operativa dell'Esercito statunitense che raggruppa tutte le unità combattenti presenti nel territorio della Corea del Sud per cooperare alla difesa di quel paese nel caso di una nuova invasione da parte della Corea del Nord.
La 8ª Armata venne originariamente costituita nel giugno 1944 per organizzare le forze americane nel Teatro del Pacifico destinate alla campagna di riconquista delle Filippine e successivamente alla prevista invasione del Giappone.

Schierata dall'agosto 1945 nel paese del Sol Levante come truppa di occupazione, l'armata intervenne frettolosamente nel luglio 1950 in Corea per cercare di frenare l'improvvisa invasione nord-coreana; dopo sanguinosi e alterni combattimenti durati oltre tre anni, l'8ª Armata rimase quindi, dopo la firma della tregua di Panmunjeom, sul territorio coreano come forza di protezione e sostegno della Corea del Sud, dove rimane ancora oggi.

## Struttura
- Eighth Army
  -  2nd Infantry Division
    - 1st Heavy Brigade Combat Team
    - 210th Fires Brigade
    - 2nd Combat Aviation Brigade
    - Division Special Troops Battalion

  - 19th Sustainment Command (Expeditionary)
    - 501st Sustainment Brigade
    - US Army Material Support Center - Korea

  - 1st Signal Brigade
  - 35th Air Defense Artillery Brigade
  - 65th Medical Brigade
  - 501st Military Intelligence Brigade
  - Special Troops Battalion - Korea
  - Korean Service Corps Battalion